# Kathryn Thornton
Kathryn Thornton (ur. 17 sierpnia 1952 w Montgomery w Alabamie) – amerykańska fizyk i astronautka.

## Życiorys
W 1970 ukończyła szkołę w Montgomery, a w 1974 studia fizyczne na Auburn University, w 1977 uzyskała magisterium z fizyki, a w 1979 doktorat z filozofii na University of Virginia. W 1980 przeniosła się do Charlottesville w Wirginii, gdzie została zatrudniona w U.S. Army Foreign Science and Technology Center. 23 maja 1984 została wybrana przez NASA kandydatką na astronautkę, w lipcu 1985 zakwalifikowała się jako astronautka. Przeszła szkolenie na specjalistę misji. Od 23 do 28 listopada 1989 uczestniczyła w misji STS-33 trwającej 5 dni i 6 minut. Start nastąpił z Centrum Kosmicznego im. Johna F. Kennedy’ego na Florydzie, a lądowanie w Edwards Air Force Base w Kalifornii. Umieszczono na orbicie satelitę podsłuchu elektronicznego Magnum.
Drugą jej misją, od 8 do 16 maja 1992, była STS-49 trwająca 8 dni, 21 godzin i 17 minut. Naprawiono wówczas satelitę telekomunikacyjnego Intelsat 6 F-3 umieszczonego na niewłaściwej orbicie w 1990. Thornton wraz z drugim z astronautów wykonała wówczas spacer kosmiczny. Od 2 do 13 grudnia 1993 brała udział w misji serwisowej STS-61 do Kosmicznego Teleskopu Hubble’a trwającej 10 dni, 19 godzin i 58 minut. Wykonała wówczas swój drugi spacer kosmiczny. Od 20 października do 5 listopada 1995 była specjalistką misji STS-73 trwającej 15 dni, 21 godzin i 52 minuty. Prowadzono wówczas eksperymenty naukowe na pokładzie laboratorium Spacelab USML-2 (United States Microgravity Laboratory).
Łącznie spędziła w kosmosie 40 dni, 15 godzin i 13 minut. Opuściła NASA 1 sierpnia 1996, po czym powróciła do pracy na University of Virginia.